# 季三保
季三保（1939年12月25日—1997年12月17日），又名季三宝、季忠杰，陕西耀县（今耀州区）人，中華人民共和國農民、工人、宗教人物，三赎基督创始人。

## 生平

### 早年经历
季三保1939年12月25日出生于陕西省耀县（今耀州区）的一个农民家庭。因此时正值中国抗日战争时期，家庭贫困，所以取名三保。季三保上完小学后即在家务农。1958年，在耀县小河沟煤矿当矿工。因有人检举他在煤矿盗窃钱财，1960年，季三保参加新疆生产建设兵团，在当地娶妻生子，直到1971年才带着妻子和孩子返回老家。1976年，因痛失爱子，季三保加入当地基督教会寻求心灵慰藉。但为现实利益，不久季三保加入呼喊派成为其中一名骨干。1982年，呼喊派被中华人民共和国政府取缔，季三保只好离开呼喊派，继续进行基督教传教工作。
1985年，季三保在一次讲道中提出“七步灵程”，宣称世界末日即将到来，只有他本人才能拯救全人类，将人类带入“基督天国”。
|                  | 随时来做饭，耶稣赐米面，又赐油来又赐盐，锅碗瓢勺都装满。赐的米面吃不完，白送恩典不要钱。 |
| ——《闪光的灵程》 |                                                                                          |

同时他宣称：
- 信徒每天只能吃二两（约合100克）米饭；
- 信徒得病须通过祷告才能医治；
- 信徒不用上学，只要信了三赎基督，便可无师自通；
- 信徒不得自由恋爱，改由组织进行集体婚礼。

此后，季三保来到陕西安康境内及湖北北部、河南西南部部分地区传教。1988年，季三保宣称，自己经过32天的“禁食祷告”，成为“第三次救赎人类的基督”，即“三赎基督”。所謂“三贖”，指“诺亚方舟是第一次救赎、第二次救赎是罗得”、季三保以上帝的儿子名義第三次救赎人类。季三保自封为“神所立的基督”、“神的儿子”。

### 建立“门徒会”，自称三赎基督
1989年2月20日（农历正月十五），季三保在耀县家中召开秘密会议，宣布成立门徒会组织，宣称耶和华已立他为先知。在会议上，季三保亲自挑选“十二门徒”，成立了耀县、旬阳两个“大会”。此后，门徒会势力迅速膨胀，成员人数一度达到35万，企图建立“福音村”、“福音乡镇”。
1992年，中華人民共和國政府開始加大對門徒會的打擊力度。1992年3月，季三保被依法判处有期徒刑7年，1997年6月提前释放。1997年12月17日，季三保在陕西省西安市一條高速公路上因信徒駕駛的汽車撞上護欄發生车祸死亡。